# ДНК корекция
Изменението на ДНК е съвкупност от процеси, чрез които клетката установява и поправя повреди в молекулите на ДНК, които кодират нейния геном. При човешките клетки причинители на повреди са нормалните метаболични дейности и фактори на околната среда като ултравиолетовите лъчи и лъчението. Под тяхното действие всеки ден възникват значителен брой (около един милион) молекулярни лезии (наранявания) във всяка една клетка.  Голяма част от тези лезии водят до структурни повреди в молекулата на ДНК, вследствие на което способността на клетката да транскрибира гена, кодиран в засегнатата ДНК-молекула, може да се промени или да изчезне. Някои лезии водят до появата на потенциално вредни мутации в клетъчния геном, което оказва влияния на оцеляването на дъщерните клетки след митозата. Ето защо ДНК-корекцията е постоянен процес, който протича в отговор на повредите на ДНК-структурата.

## ДНК увреждане
ДНК увреждане, вследствие на природни фактори и нормални метаболични процеси в клетката, се случва в 10 000 до 1 000 000 молекулярни лезии на ден. Докато това представлява само 0,000165% от човешкия геном, непоправените лезии в критично важни гени (като тези, предпазващи от образуването на тумори), могат да попречат на възможността на клетката да изпълнява функциите си и значително да повишат възможността от туморни образования.